# Cho Gyeong-chul
Cho Gyeong-chul (조경철, * 4. April 1929 in Sonchon in P’yŏngan-namdo; † 6. März 2010 in Seoul) war ein südkoreanischer Astronom, der beim US Naval Observatory und der NASA arbeitete.

## Biografie
Cho Gyeong-chul beendete seine Mittel- und Oberschulkurse in Pjöngjang und wurde dann an der Yonsei University zugelassen. Während des Koreakriegs diente er in der südkoreanischen Armee und war 1952 Professor an der südkoreanischen Militärakademie. 1954 schloss er sein Physikstudium an der Yonhui-Universität ab.
Nach seinem Abschluss ging er in die USA und studierte Politik am Tusculum College in Tennessee, wechselte später zur Astronomie an der University of Michigan und promovierte schließlich in Astronomie an der University of Pennsylvania.
Danach arbeitete er in den 1960er Jahren für verschiedene Unternehmen, Observatorien und Universitäten, insbesondere für das United States Naval Observatory und die NASA. Er kehrte 1968 nach Südkorea zurück, wo er als Professor an der Yonsei University arbeitete und eine neue Abteilung für Astronomie und Raumfahrt eröffnete. Er wurde auch Vorsitzender der Korean Astronomical Society (KAS) und der Korean Amateur Astronomical Society. 1969 interpretierte er die Apollo 11-Mondlandung im American Forces Korean Network. Während er dolmetschte, wurde er so aufgeregt, dass er von seinem Stuhl fiel. Diese Situation wurde in Korea weit verbreitet, weshalb er den Spitznamen 아폴로박사 Apollobaksa („Dr. Apollo“) bekam.
Nach zwei Herzinfarkten verstarb er 2010.

## Preise und Auszeichnungen
Der Asteroid (4976) Choukyongchol, 1991 entdeckt von Kazurō Watanabe, wurde nach Cho Gyeong-chul benannt. Der offizielle Name wurde am 30. November 2001 vom Minor Planet Center veröffentlicht.